# Rica y apretadita
«Rica y apretadita» es una canción del cantante de reggae El General junto con Anayka. La canción fue lanzada en formato sencillo en 1995 y es una de las más famosas del cantante panameño. Tras su conversión como testigo de Jehová, El General renegó de esta y otras canciones considerándolas pecaminosas.

## Versión de A.B. Quintanilla III
La canción fue versionada en 2008 por el grupo de cumbia mexico-estadounidense A.B. Quintanilla III y los Kumbia All Starz junto con la cantante Melissa Jiménez. El trabajo fue realizado como homenaje a Selena, hermana de A.B. Quintanilla III. Este cover fue lanzado el 20 de mayo de 2008 como el segundo sencillo de su segundo álbum de estudio Planeta Kumbia.

### Posición en las listas de popularidad
| Lista (2008)                        | Posición |
| ----------------------------------- | -------- |
| US Billboard Hot Latin Songs        | 50       |
| US Billboard Latin Regional Mexican | 34       |